# Paco Climent
Francisco Climent Carrau, más conocido como Paco Climent (Valencia, 25 de enero de 1945), es un escritor y guionista de televisión español.

## Biografía
Estudio Magisterio y se diplomó en publicaciones dirigidas al público infantil y juvenil. Durante un tiempo fue profesor de cultura audiovisual, si bien se orientó definitivamente como autor de literatura dirigida a niños y jóvenes, fundamentalmente, y como guionista de Televisión Española. En esta última faceta destacan sus trabajos en TVE en La semana (1975-1979), Pista libre (1982-1985) y El plumier. Por otro lado, su trayectoria como escritor es muy extensa, con una cincuentena de obras entre las que sobresalen El acordeón (1977), por el que ganó el Premio J. Buhigas, La gripe de Buffalo Bill, con la que obtuvo un accésit en el Premio Nacional de Literatura Infantil y Juvenil en 1980, Las otras minas del rey Salomón, finalista del Premio Lazarillo (1982), El tesoro del capitán Nemo, con el que ganó el premio Lazarillo en 1985 y Sissi no quiere fotos, Premio Internacional de Literatura Infantil Infanta Elena en 1993. De abril de 1976 a 1977 dirigió El Acordeón, una iniciativa singular de revista ligera de historietas pero didáctica destinada a la infancia, de periodicidad semanal que llegó a los 62 números y que recibió en su día el premio del ministerio de Educación a la mejor labor editorial.

## Obras
| - Potón, el gato que no quiere gato, 2012. - 16 inventos muy, muy importantes, 2011. - Cuando Verne fondeó en la ría de Vigo: el tesoro del capitán Nemo, 2006. - El secreto de los Drac, 2006. - El trono vacío, 2001. - Juana Calamidad y la casa encantada, 1999. - Juana calamidad contra el hombre-lobo, 1995. | - Las desventuras de Juana Calamidad, 1994. - Sissi no quiere fotos, 1993. - El tesoro del capitán Nemo, 1985. - Las otras minas del rey Salomón, 1982. - La gripe de Buffalo Bill, 1981. - Juana Calamidad, 1979. - El acordeón, 1977. |